# アリルシクロペンタン
アリルシクロペンタン（英語: allylcyclopentane）は、化学式が C
8H
14 で表される炭化水素である。室温において無色の液体。 
臭化シクロペンチルマグネシウムと臭化アリルから合成する。
日本の消防法では危険物第4類第一石油類（非水溶性）に区分される。